# Етимологічний правопис
Етимологічний правопис — систематичні написання звуків чи фонем не згідно з принципом їх сучасної вимови, а за принципом збереження їх традиційного написання. Або ж — традиційно-історичний правопис, характерний для староукраїнської мови. Винайдений у IX столітті. Його «антагоніст» — фонетичний правопис.
Характеризувався збереженням на письмі літер, які іноді не передавали ніяких звуків (напр. ъ в кінці слів), або відповідали іншим звукам (наприклад, ô в словах «нôсъ», «стôлъ», «вôзъ», читалося як і, и, у тощо залежно від території походження читача), або збіглись у вимові з іншими звуками (до прикладу, паралельно писали лѣсь і лисъ).
Тримався до кінця ХІХ ст., у Західній Україні подекуди — до «возз'єднання» 1939 року.

## Зразок тексту
Сумну – весьма сумну получилисьмо вѣсть, вѣсть, которо болѣзненым ôтгомоном ôтбилася по всѣхъ  далекихъ сторонах великои Австрійско-угорскои Монархіи, ôтъ Рена по Збручъ, от Вислы по тепли̂ волны Адріатицького моря... Ото Его цѣсарске Высочество Найдостойнѣшій Архикнязь Престолонаслѣдникъ Рудольфъ къ найбôльшому сожалѣнію не жіе!..